# Star Wars: Els últims Jedi
Star Wars: Els últims Jedi (originalment en anglès Star Wars: Episode VIII – The Last Jedi) és una pel·lícula de ciència-ficció nord-americana del 2017 escrita i dirigida per Rian Johnson. És la segona entrega de la tercera trilogia de La guerra de les galàxies, seguint El despertar de la força, i el vuitè episodi de la franquícia principal. Fou produïda per Lucasfilm i distribuïda per Walt Disney Studios Motion Pictures. El repartiment de la pel·lícula inclou Mark Hamill, Carrie Fisher, Adam Driver, Daisy Ridley, John Boyega, Oscar Isaac, Andy Serkis, Lupita Nyong'o, Domhnall Gleeson, Anthony Daniels, Gwendoline Christie i Frank Oz fent de personatges que ja havien aparegut anteriorment, i Kelly Marie Tran, Laura Dern i Benicio del Toro com a nous membres de l'elenc. Marca la primera aparició pòstuma de Fisher, que havia mort el desembre de 2016, i la pel·lícula està dedicada en memòria seva. Jimmy Vee és l'intèrpret de R2-D2, ja que l'actor original, Kenny Baker va morir el 2016. La pel·lícula també compta amb el retorn de Frank Oz interpretant novament a Yoda. La trama se centra en Rey, que és entrenada per Luke Skywalker amb l'esperança d'ajudar a la Resistència en la seva lluita contra Kylo Ren i el Primer Orde. Mentrestant, la General Leia Organa, Finn i Poe Dameron intenten escapar d'un atac del Primer Orde contra la cada cop més feble flota de la Resistència. Aquesta pel·lícula ha estat doblada i subtitulada al català.
Els últims Jedi forma part de la nova trilogia de pel·lícules anunciada després que Disney comprés Lucasfilm l'octubre de 2012. Fou produïda per la presidenta de Lucasfilm Kathleen Kennedy i Ram Bergman, amb el director d'El despertar de la força J.J. Abrams com a productor executiu. John Williams, compositor de les pel·lícules anteriors, va retornar per compondre la banda sonora. Es van gravar diverses escenes a Skellig Michael durant la preproducció el setembre de 2015, però el rodatge principal va començar a Pinewood Studios el febrer de 2016, i va concloure el juliol de 2016. La postproducció va finalitzar el setembre de 2017.
Els últims Jedi es va estrenar el 15 de desembre de 2017. Va recaptar més de 1,3 mil milions de dòlars arreu; fou la pel·lícula que més va ingressar el 2017, i la novena que més havia recaptat fins llavors. És també la segona pel·lícula que més ha ingressat de tota la saga de La guerra de les galàxies. La pel·lícula va rebre bones crítiques, amb elogis pel repartiment, els efectes visuals, la banda sonora, les seqüències d'acció i càrrega emocional. La pel·lícula va rebre quatre nominacions als Premis Oscar de 2017. La seqüela a Els últims Jedi, titulada Star Wars: L'ascens de Skywalker, va ser estrenada en cinemes el 20 de desembre del 2019, també doblada al català.

## Argument
Després de la destrucció de la base Starkiller, la General Leia Organa lidera l'evacuació les forces de la Resistència a l'espai prop de D'Qar, quan arriba una flota del Primer Orde. Poe Dameron encapçala un contraatac costós on destrueix una important nau del Primer Orde, i la flota de la Resistència restant s'escapa a l'hiperespai. Rey, que havia viatjat fins a Ahch-To amb Chewbacca i R2-D2 a bord del Falcó Mil·lenari, intenta reclutar Luke Skywalker a la Resistència. Decebut amb el seu fracàs a l'hora d'entrena Kylo com a Jedi, i sota un exili autoimposat, Luke refusa ajudar-la i diu que els Jedi s'han d'acabar. Mentrestant, el Primer Orde empra un dispositiu per seguir i atacar la Resistència. El fill de Leia, Kylo Ren, dubta a l'hora de disparar contra la nau principal de la Resistència en notar la presència de la seva mare, però els seus companys hi acaben disparant, mantant la major part dels líders de la Resistència. La General Organa surt disparada a l'espai exterior, però sobreviu fent servir la Força.
Després de ser encoratjat per R2-D2, Luke decideix entrenar Rey com a Jedi. Rey i Kylo comencen a comunicar-se a través de la Força, fet que sorprèn als dos. Després que Kylo expliqui què va ocórrer entre ell i Luke que el va portar a triar el costat fosc, Luke confessa que momentàniament va contemplar matar Kylo després de sentir que Snoke l'estava corrompent; això va portar Kylo a destruir el nou orde Jedi de Luke. Convençuda que pot redimir Kylo, Rey se'n va d'Ahch-To. Luke es prepara per cremar la biblioteca Jedi, però dubta. Llavors, apareix l'esperit de Yoda i la destrueix fent caure un llamp; explica que Rey ja té tot el que necessita aprendre, i encoratja Luke a aprendre del seu fracàs.
Mentrestant, Poe confia en Finn, la mecànica Rose Tico i el droide BB-8 per trobar algú que pot desactivar el dispositiu de rastreig del Primer Orde, que segons Maz Kanata, poden trobar a Canto Bight. Es troben amb el furoner DJ, i escapen de la ciutat amb l'ajuda d'infants que treballaven en estables i dels animals que alliberen. Finn i Rose s'infiltren a la nau de Snoke —mentre també arriba Rey—, però són capturats per la Capitana Phasma. Kylo porta Rey a Snoke, on explica que era ell qui facilitava la connexió entre ella i Kylo en un estratagema per vèncer Luke. Mentrestant, la nova líder de la Resistència, la vice admirall Holdo, revela el seu pla per evacuar els membres restants de la Resistència fent servir naus petites. Convençut que les seves accions seran fútils i covardes, Poe lidera un motí. Leia es recupera i estaborneix Poe, permetent així l'inici de l'evacuació. Holdo resta a la nau per despistar la flota de Snoke, mentre la resta fugen a una base abandonada a Crait. Després d'un tracte per obtenir la seva llibertat, DJ revela el pla de la Resistència al Primer Orde, i comencen a caure els vehicles d'evacuació.
Després que Snoke ordena Kylo que mati Rey, aquest mata Snoke i derrota els seus guàrdies amb l'ajuda de Rey. Rey espera que Kylo hagi retornar al costat de la llum, però ell li demana de governar junts la galàxia. Després de refusar-ho, tant Rey com Kylo fan servir la Força per intentar agafar el sabre làser d'Anakin Skywalker, i el parteixen per la meitat. Holdo s'immola contra la nau de Snoke a la velocitat de la llum, i l'aconsegueix destruir. Rey s'escapa, i Kylo s'autoproclama Líder Suprem. BB-8 allibera Finn i Rose; derroten Phasma i s'uneixen als supervivents a Crait. Quan arriba el Primer Orde, Poe, Finn i Rose ataquen fent servir vehicles antics. Rey i Chewbacca allunyen TIE fighters amb el Falcó Mil·lenari, mentre Rose atura l'intent d'immolació de Finn contra el canó de setge enemic, que acaba penetrant la fortalesa de la Resistència.
Luke apareix i s'enfronta al Primer Orde per permetre que la Resistència s'escapi. Kylo ordena que totes les forces del Primer Orde disparin contra Luke, sense que li passi res. Llavors, Kylo s'encara amb Luke en un duel amb sabres làser. Després que Kylo colpegi Luke, s'adona que ha estat lluitant contra una projecció de Luke feta amb la Força. Rey ajuda a escapar els membres restants de la Resistència a bord del Falcó Mil·lenari. Luke, exhaust, mor a Ahch-To, i esdevé un amb la Força. Rey i Leia noten la seva mort, i Leia li diu que la Resistència té tot el que li cal per tornar a aixecar-se. A Canto Bight, un dels nens dels estables mou una escombra amb la Força i mira al cel.

## Repartiment
- Mark Hamill com a Luke Skywalker, un poderós Jedi que s'ha autoimposat l'exili al planeta Ahch-To.
- Carrie Fisher com la General Leia Organa, germana bessona de Luke, antiga princesa d'Alderaan, i general de la Resistència.
- Adam Driver com a Kylo Ren, el deixeble del líder suprem Snoke, fort amb la la Força i líder dels cavallers de Ren. És el fill de Han Solo i Leia Organa, nebot de Luke Skywalker, i el net d'Anakin.
- Daisy Ridley com a Rey, una drapaire altament sensible a la Força del planeta desèrtic Jakku que es va unir a la Resistència i va a buscar a Luke Skywalker.
- John Boyega com a Finn, un antic Stormtrooper del Primer Orde que es va unir a la Resistència.
- Oscar Isaac de Poe Dameron, un pilot de caça X-wing d'alt rang en la Resistència.
- Andy Serkis com el Líder Suprem Snoke, líder del Primer Orde i mestre de Kylo Ren.
- Lupita Nyong'o com a Maz Kanata, una pirata i aliada de la Resistència.
- Domhnall Gleeson com el General Hux, antic cap de la base Starkiller del Primer Orde.
- Anthony Daniels com a C-3PO, un droide de protocol humanoide al servei de Leia Organa.
- Gwendoline Christie com la Capitana Phasma, comandant dels Stormtroopers del Primer Orde.
- Kelly Marie Tran com a Rose Tico, membre de la Resistència que al principi de la pel·lícula treballava en feines de manteniment.[10]
- Laura Dern com a Vice Admirall Amilyn Holdo, oficial de la Resistència.[11]
- Frank Oz com a Yoda, el difunt antic gran Mestre dels Jedi, i el savi mentor de Luke, que apareix com un fantasma de la força.[12]
- Benicio del Toro com a DJ, un furoner del món clandestí.[11]

- Mark Hamill el 2017.
- Carrie Fisher el 2013.
- Adam Driver el 2017.
- Daisy Ridley el 2015.
- John Boyega el 2015.
- Oscar Isaac el 2015.

Joonas Suotamo apareix com a Chewbacca, assumint el paper de Peter Mayhew després d'haver exercit anteriorment com a doble de cos a El despertar de la Força. Mayhew, que tenia 73 anys i patia d'un genoll crònic i d'un mal d'esquena, està acreditat com a "consultor sobre Chewbacca". Billie Lourd, Mike Quinn i Timothy D. Rose tornen a interpretar els seus papers com a Tinent Connix, Nien Nunb i Almirall Ackbar respectivament. Amanda Lawrence apareix com la Comandant D'Acy i Mark Lewis Jones i Adrian Edmondson interpreten els capitans Canady i Peavey respectivament. BB-8 està controlat pels titellaires Dave Chapman i Brian Herring, amb efectes de so finals que Bill Hader modula a través d'un sintetitzador. Jimmy Vee fa el paper de R2-D2, després de la mort de Kenny Baker, el 13 d'agost de 2016. Veronica Ngo retrata la germana de Rose, Paige Tico, pilot de la Resistència que sacrifica la seva vida per a destruir un dreadnought del Primer Orde.
- Andy Serkis el 2014.
- Lupita Nyong'o el 2016.
- Domhnall Gleeson el 2015.
- Gwendoline Christie el 2015.
- Kelly Marie Tran el 2017.
- Laura Dern el 2017.
- Benicio del Toro el 2014.
- Frank Oz el 2011.

## Producció

### Desenvolupament
Informes no oficials van afirmar al novembre de 2012 que Lawrence Kasdan -que originalment havia escrit els guions per a L'Imperi contraataca i El retorn del Jedi i Simon Kinberg dividirien responsabilitats per escriure Star Wars: Episode VIII i IX, i tots dos co-produirien les tres pel·lícules de la propera trilogia de seqüeles, al costat de Kathleen Kennedy. El febrer de 2013, Disney va revelar que Kasdan i Kinberg estaven treballant en pel·lícules independents.
Kathleen Kennedy, Ram Bergman, Lawrence Kasdan, Simon Kinberg van servir com a productors. Steve Yedlin va servir com a director de fotografia.
Al juliol de 2015, s'havia informat que Benicio del Toro estava sent considerat per interpretar a un malvat de l'Episodi VIII, i del Toro va confirmar més tard que havia estat inclòs.
Carrie Fisher, l'actriu que interpretava a Leia Organa, va morir el 27 de desembre de 2016, quatre dies després d'haver patit un infart en un vol des de Londres fins a Los Angeles en promoció del seu nou llibre The Princess Diarist. malgrat la seva mort, l'actriu havia acabat de rodar totes les seves escenes per a la pel·lícula.
El 23 de gener de 2017 es va confirmar a través de la pàgina oficial de la pel·lícula que el títol de la mateixa seria The Last Jedi. En moltes llengües com la catalana s'ha traduït en plural (last i Jedi no tenen plural), tot i que el director del film va aclarir que el títol al·ludeix només a Luke Skywalker.

### Càsting
El març de 2015 Oscar Isaac va confirmar que reprendria el seu paper de El despertar de la Força com Poe Dameron en l'Episodi VIII. Es va rumorejar que Gugu Mbatha-Raw havia estat escollida com nova protagonista femenina superant a Tatiana Maslany, Gina Rodríguez i Olivia Cooke que estaven en la curta llista per dues parts separades. A més, Daisy Ridley, John Boyega, Carrie Fisher i Mark Hamill van reprendre els seus rols. A febrer de 2016, en començar el rodatge, es va confirmar que Laura Dern i Kelly Marie Tran havien estat escollides per papers no especificats. A l'abril de 2017, a la Star Wars Celebration d'Orlando, Lucasfilm va anunciar que Tran interpreta la treballadora de manteniment de la resistència Rose Tico, que Johnson va descriure com el nou personatge més gran de la pel·lícula. Per mantenir el retorn de Frank Oz en secret com Yoda, els productors van excloure el nom d'Oz a la facturació per a la comercialització prèvia al llançament de la pel·lícula i van assegurar que Oz es mantingués al set durant la filmació.

### Rodatge

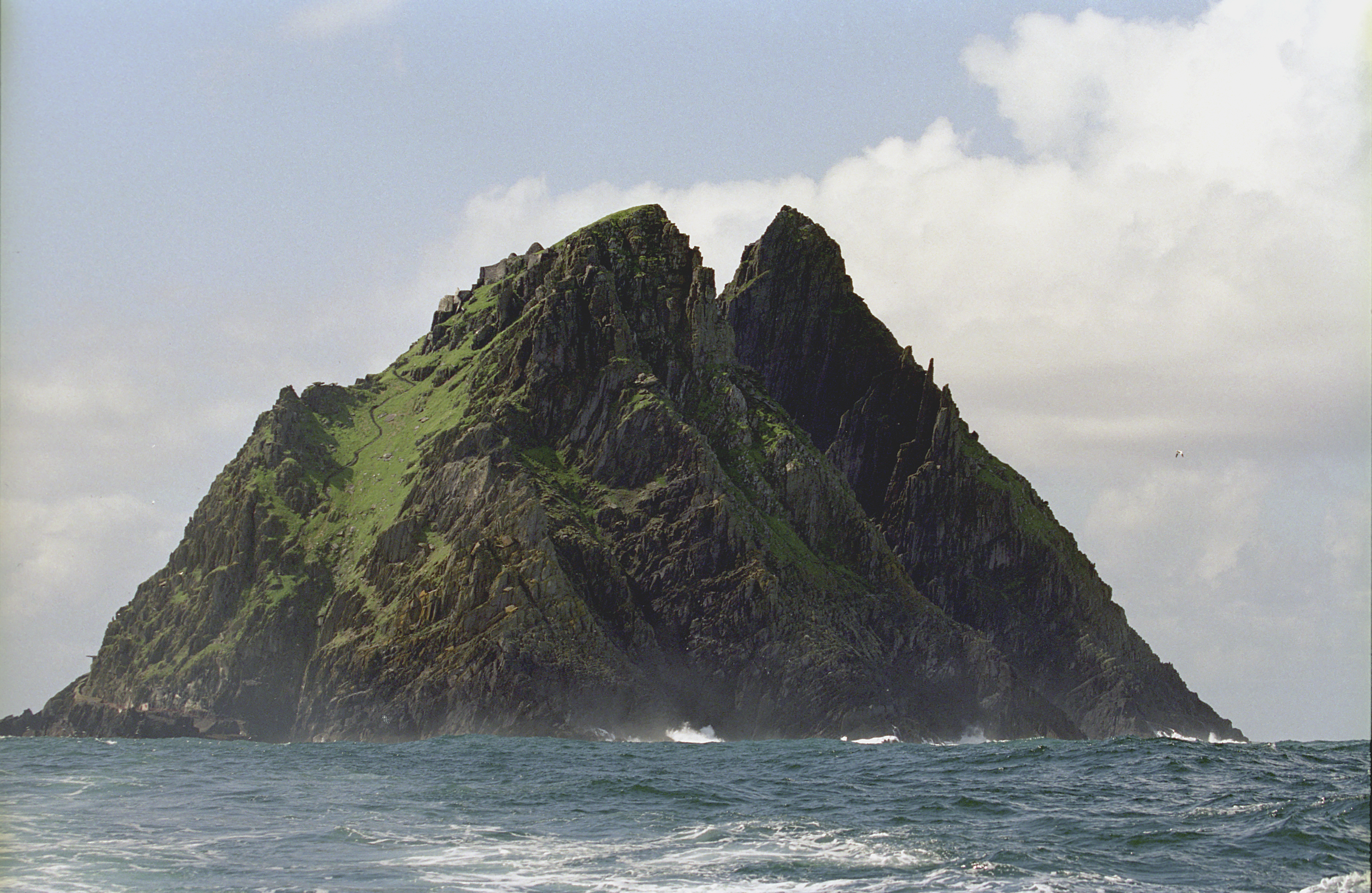
Skellig Michael, una de les localitzacions de la pel·lícula.

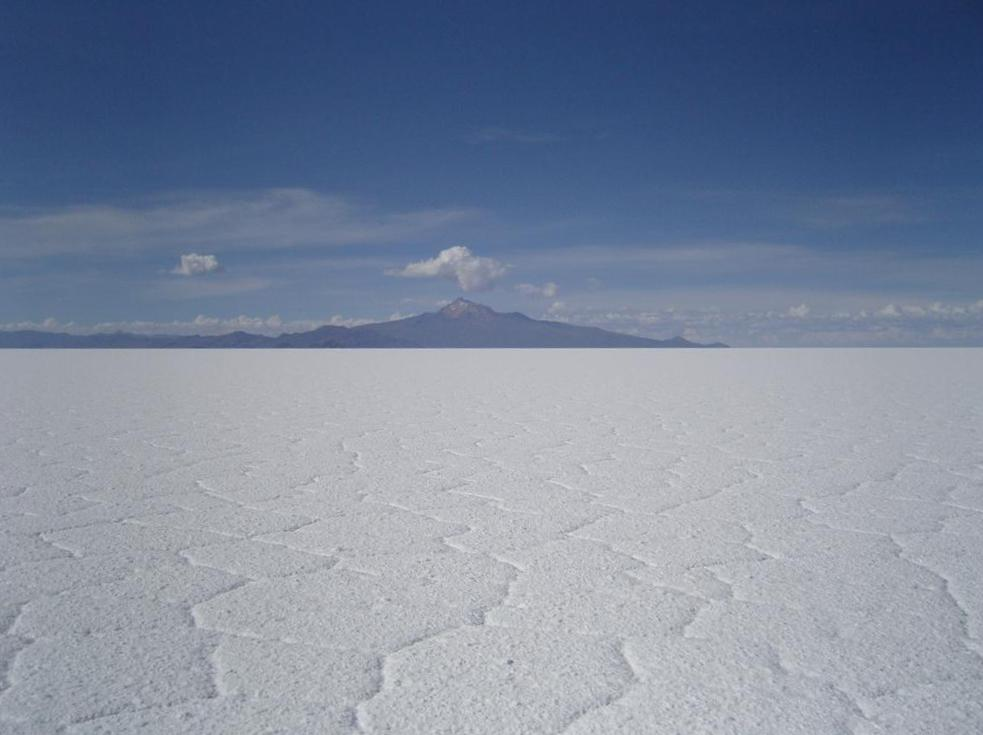
Una altra de les localitzacions va tenir lloc al Salar de Uyuni, Bolívia.

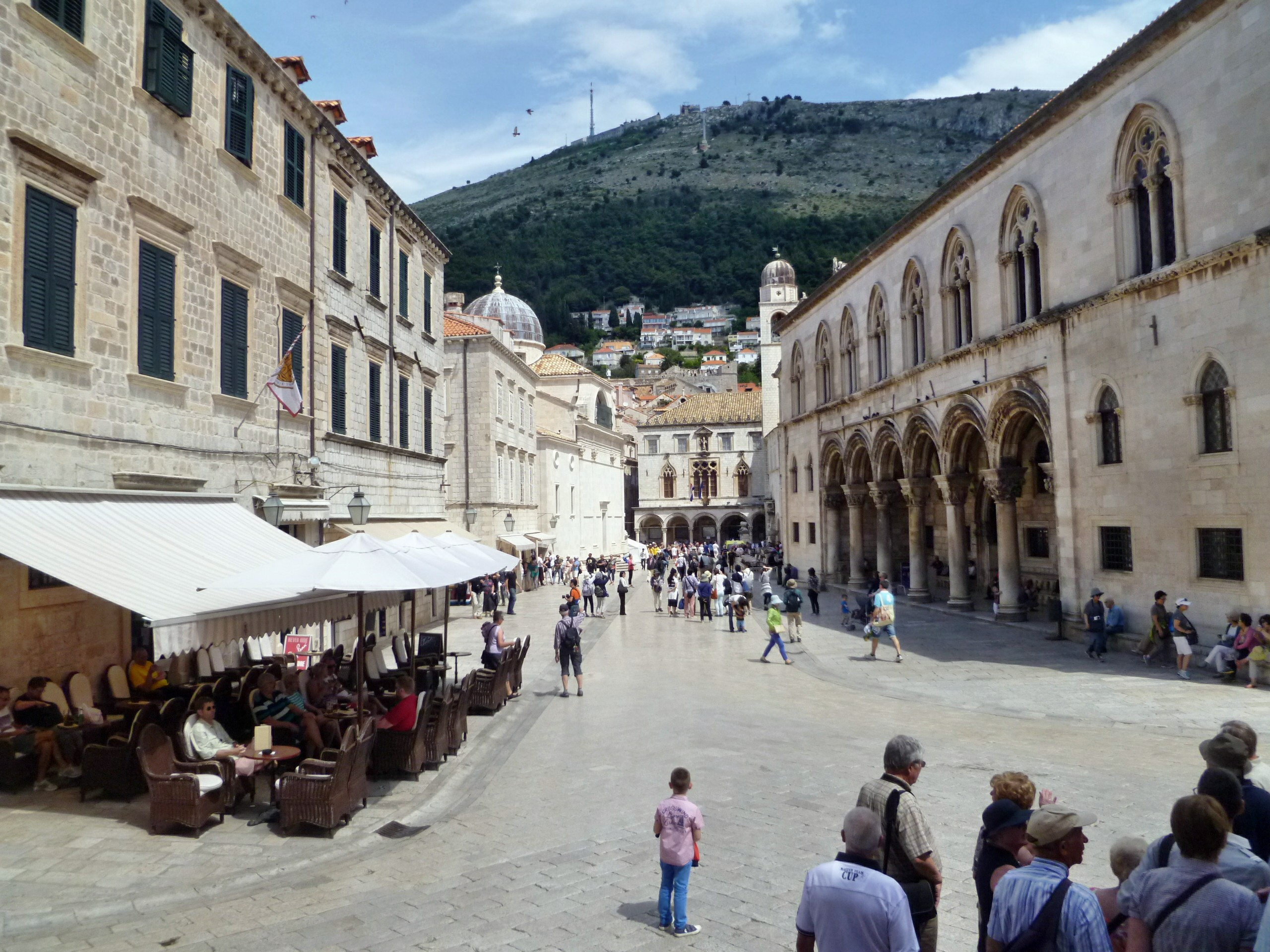
Part del rodatge va tenir lloc als carrers de Dubrovnik.

La fotografia de la segona unitat va començar durant la preproducció a Skellig Michael a Irlanda el 14 de setembre de 2015, a causa de les dificultats de filmar en aquest lloc durant altres temporades. Al novembre de 2014, Ivan Dunleavy, conseller delegat de Pinewood Studios, va confirmar que la pel·lícula es rodaria a Pinewood, amb rodatges addicionals a Mèxic. Rick Heinrichs va exercir com a dissenyador de producció.
El 10 de febrer de 2016, el director general de Disney Bob Iger va confirmar que el rodatge havia començat sota el títol de treball  Space Bear . El rodatge addicional va tenir lloc a Dubrovnik, Croàcia, del 9 al 16 de març, així com a Irlanda al maig. Malin Head a la penínsulta Inishowen, al Comtat de Donegal, i un promontori de muntanya, Ceann Sibeal al Comtat de Kerry, van servir com a llocs de filmació addicionals. Per augmentar la sensació d'intimitat de les escenes Driver i Ridley van estar presents tots dos presents quan filmaven les visions de Kylo i Rey's Force. El rodatge de les escenes de batalla del planeta Crait va tenir lloc al juliol als llacs secs de Salar de Uyuni a Bolívia.
La filmació principal va acabar el 22 de juliol de 2016, tot i que a principis de setembre, Nyong'o no havia filmat les seves escenes. El febrer de 2017, es va anunciar que seqüències de la pel·lícula es van rodar en IMAX. El dissenyador de producció, Rick Heinrichs, va dir que el guió original demanava 160 sets, el doble del que es podria esperar, però que Johnson els ho va fer retallar. Es van crear 125 sets en 14 estudis de gravació a Pinewood Studios.
Segons el dissenyador de criatures Neal Scanlan, The Last Jedi utilitza efectes més pràctics que qualsevol pel·lícula de la saga Star Wars, amb 180 a 200 criatures creades amb efectes pràctics, algunes retallades de l'edició final. Per a l'aparició de Yoda a la pel·lícula com a Fantasma de la Força, el personatge es va crear mitjançant titelles, tal com es va fer a la trilogia original de Star Wars (a diferència de la imatges generades per ordinador, que es van utilitzar per crear Yoda en la majoria de la trilogia de preqüela.
La seqüència de Canto Bight de la pel·lícula conté una referència a la pel·lícula de Terry Gilliam de 1985 Brazil, en la qual Finn i Rose són arrestats per haver comès una violació d'estacionament 27B/6.

### Música
El juliol de 2013, John Williams va anunciar que seria novament el compositor de la banda sonora de la saga. Williams va confirmar la seva assignació per a "Els últims Jedi" en un concert de Tanglewood l'agost de 2016, afirmant que començaria a gravar la partitura des del desembre de 2016 fins a març o abril de 2017. El 21 de febrer de 2017, es va confirmar que la gravació estava en marxa, amb Williams i William Ross dirigint les sessions.
En lloc d'una sessió tradicional amb Johnson, Williams va proporcionar una pista temporal de música de les seves anteriors partitures com a referència per enregistrar "Els últims Jedi". La partitura cita breument "Aquarela do Brasil" per Ary Barroso a la seva pista "Canto Bight" com una altra referència a la pel·lícula Brazil. També conté una breu cita de Williams realitzant el seu propi tema de El llarg adéu (co-compost per Johnny Mercer) durant la fugida de Finn i Rose, però això no es troba en el llançament oficial de la banda sonora.
L'àlbum de banda sonora oficial va ser publicat per Walt Disney Records el 15 de desembre de 2017 en CD, formats digitals i serveis de streaming.

## Recepció

### Ingressos
"Star Wars: Els últims Jedi" van recaptar 620,2 milions de dòlars als Estats Units i Canadà i 712,6 milions en altres territoris per un total mundial de 1.333 milions. Va tenir una estrena mundial de 450,8 milions, la setena de tots els temps incloent 40,6 milions que es van atribuir a projeccions IMAX, la segona major per IMAX. Es va estimar que la pel·lícula hauria de guanyar 800 milions a tot el món per equilibrar costos; Deadline Hollywood va calcular el benefici net de la pel·lícula en 417,5 millions de dòlars, al fer el balanç de totes les despeses i ingressos, el que el converteix en l'alliberament més rendible del 2017.